# Балоч, Пол
Пол Балоч (англ. Paul Baloche; род. 4 июня 1962) — американский христианский музыкант, лидер прославления, певец и автор песен. Уроженец тауншипа Мэпл-Шейд, штат Нью-Джерси.
В настоящее время является пастором прославления в сообществе Christian Fellowship в Линдейле, Техас. Пол Балоч сочиняет музыку на фортепиано и акустической гитаре, предпочитая гитару, когда ведёт прославление. Его жена, Рита Балоч, также является автором христианских песен. Наиболее известные из них: «Open the Eyes of My Heart», «Hosanna», «Your Name», «Today Is The Day» и «Above All».
Балоч получал множество наград Dove Awards на протяжении многих лет. Он был номинирован на «Песню года» в 2002 и 2003 годах Dove Awards. Пол был награждён в номинации «Композитор года» в 2002 году. В 2009 году выиграл премию Dove Awards в номинации Inspirational Recorded Song как соавтор «A New Hallelujah» с Майклом Смитом и его женой Дебби Смит.

## Дискография
- He is Faithful (1992)
- First Love (1998)
- Open the Eyes of My Heart (2000)
- God of Wonders (2001)
- Offering of Worship (2003)
- A Greater Song (2006)
- Our God Saves (2007)
- The Writer's Collection (2008)
- Paul Baloche and Friends (2008)
- Live in Asia (2009) (запись концерта в Сеуле, Северная Корея)
- Glorious (2009)[1]
- The Same Love (2012)

## Видеография
- Worship Guitar Series - Volume 1 (VHS — 1995)
- Worship Guitar Series - Volume 2 (VHS — 1998)
- Worship Guitar Series - Electric Guitar (VHS — 2000)
- Visual Songbook - God Of Wonders (CD-ROM — 2000)
- Modern Worship Series - Music Styles (DVD — 2003)
- Modern Worship Series - Worship Band Workshop (DVD — 2003)
- Modern Worship Series - Leading Worship: Creating Flow (DVD — 2003)
- Paul Baloche DVD Songbook Volume 1 (Songbook + DVD — 2003)
- Modern Worship Series - Music Theory Made Easy (DVD — 2005)
- Modern Worship Series - Acoustic Guitar (DVD — 2006)
- Paul Baloche DVD Songbook Volume 2 (Songbook + DVD — 2006)
- Modern Worship Series - Electric Guitar (DVD — 2007)
- Modern Worship Series - Worship Vocal Workshop (DVD — 2007)
- Modern Worship Series - Beginning Guitar (DVD — 2008)
- Glorious - CD Companion Video (DVD — 2010)
- The Worship Series - Leading Worship: Pastoring people and developing skill (DVD — 2011)
- The Worship Series - Worship Band Workshop (DVD — 2011)
- The Worship Series - The Journey of a Song (DVD — 2011)
- The Same Love - CD Companion Video (DVD — 2012)

## Книги
- God Songs ( ISBN 1-933150-03-3 Архивная копия от 9 апреля 2016 на Wayback Machine)